# Bousín
Obec Bousín (německy Bauschin) se nachází 16 km západně od Prostějova, v okrese Prostějov v Olomouckém kraji. Součástí obce je i vesnice Repechy. Žije zde 134 obyvatel.

## Název
Vesnice se původně jmenovala Bohušín, její jméno bylo odvozeno od osobního jména Bohušě (což byla domácká podoba některého jména začínajícího na Boh-, např. Bohdal, Bohumil, Boholub) a znamenalo "Bohušův majetek". Do němčiny bylo jméno přejato v podobě Bousin, která byla zpětně přejata do češtiny jako Bousín.

## Historie
Bousín vznikla pravděpodobně v polovině 13. století, kdy tuto oblast dostal výsluhou od krále moravský šlechtic Crha z Ceblovic. Bousín (dříve Bohušín) dostal název po jeho synu Bohušovi. První písemná zmínka o obci však pochází až z roku 1347, kdy ji získal majitel plumlovského panství Beneš z Kravař a Strážnice. Součástí plumlovského panství byla až do roku 1592, kdy byla pány z Pernštejna nejprve zastavena a poté i prodána Bernardu Drnovskému z Drnovic a stala se součástí rájeckého panství. V roce 1618 koupil Otinoves majitel plumlovského panství Maxmilián z Lichtenštejna a připojil ji tak zpět k této državě.
Za druhé světové války se stala ves součástí „vyškovské střelnice“ a lidé byli násilně vystěhování ze svých domovů. Během užívání Němci bylo 12 domů úplně zničeno, 48 silně poškozeno. Po ukončení německé okupace byla obec znovu osídlena.

## Obyvatelstvo

### Struktura
Vývoj počtu obyvatel za celou obec i za jeho jednotlivé části uvádí tabulka níže, ve které se zobrazuje i příslušnost jednotlivých částí k obci či následné odtržení.
| Místní části   | Místní části | 1869 | 1880 | 1890 | 1900 | 1910 | 1921 | 1930 | 1950 | 1961 | 1970 | 1980 | 1991 | 2001 | 2011 |
| -------------- | ------------ | ---- | ---- | ---- | ---- | ---- | ---- | ---- | ---- | ---- | ---- | ---- | ---- | ---- | ---- |
| Počet obyvatel | část Bousín  | 518  | 541  | 508  | 550  | 596  | 596  | 578  | 286  | 326  | 275  | 217  | 169  | 140  | 132  |
| Počet domů     | část Bousín  | 64   | 73   | 77   | 84   | 88   | 94   | 103  | 95   | 72   | 69   | 59   | 67   | 93   | 95   |

## Pamětihodnosti
- Chráněnou památkou je zvonice z roku 1794.

## Rodáci
- Josef Julínek (* 1951), podnikatel, vlastivědný pracovník a knihovník

## Galerie

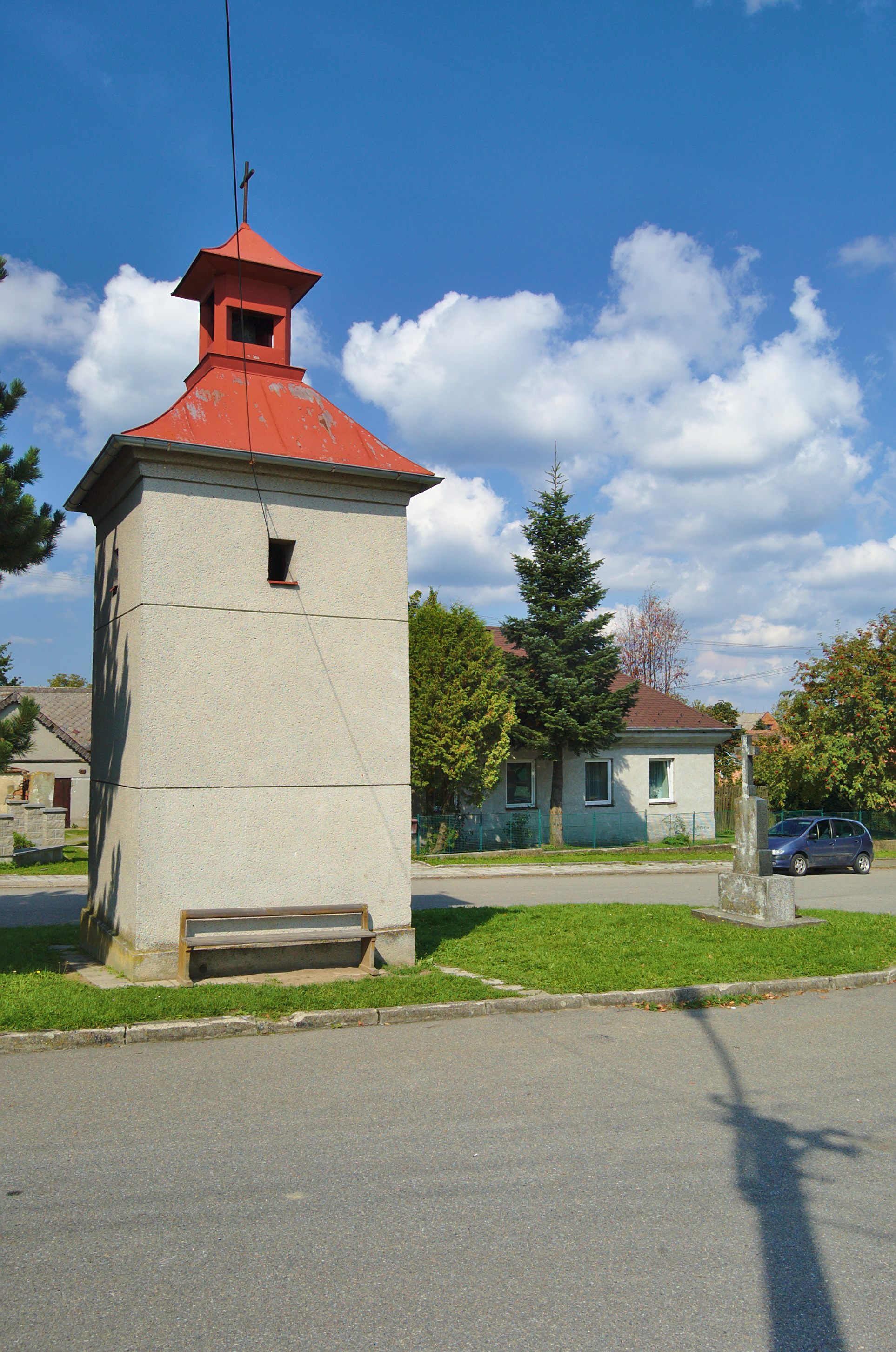
Zvonice na návsi
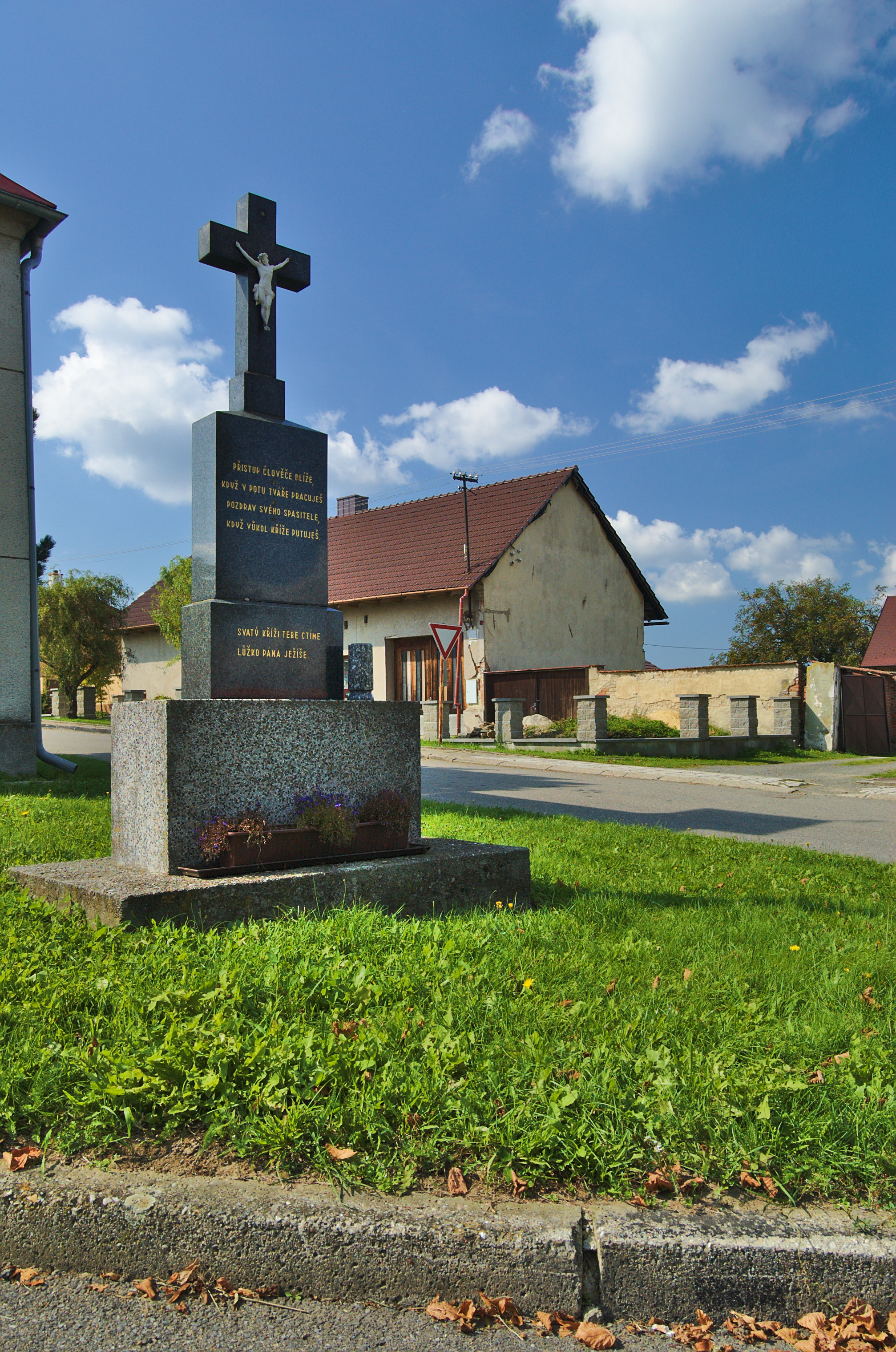
Kříž před zvonicí
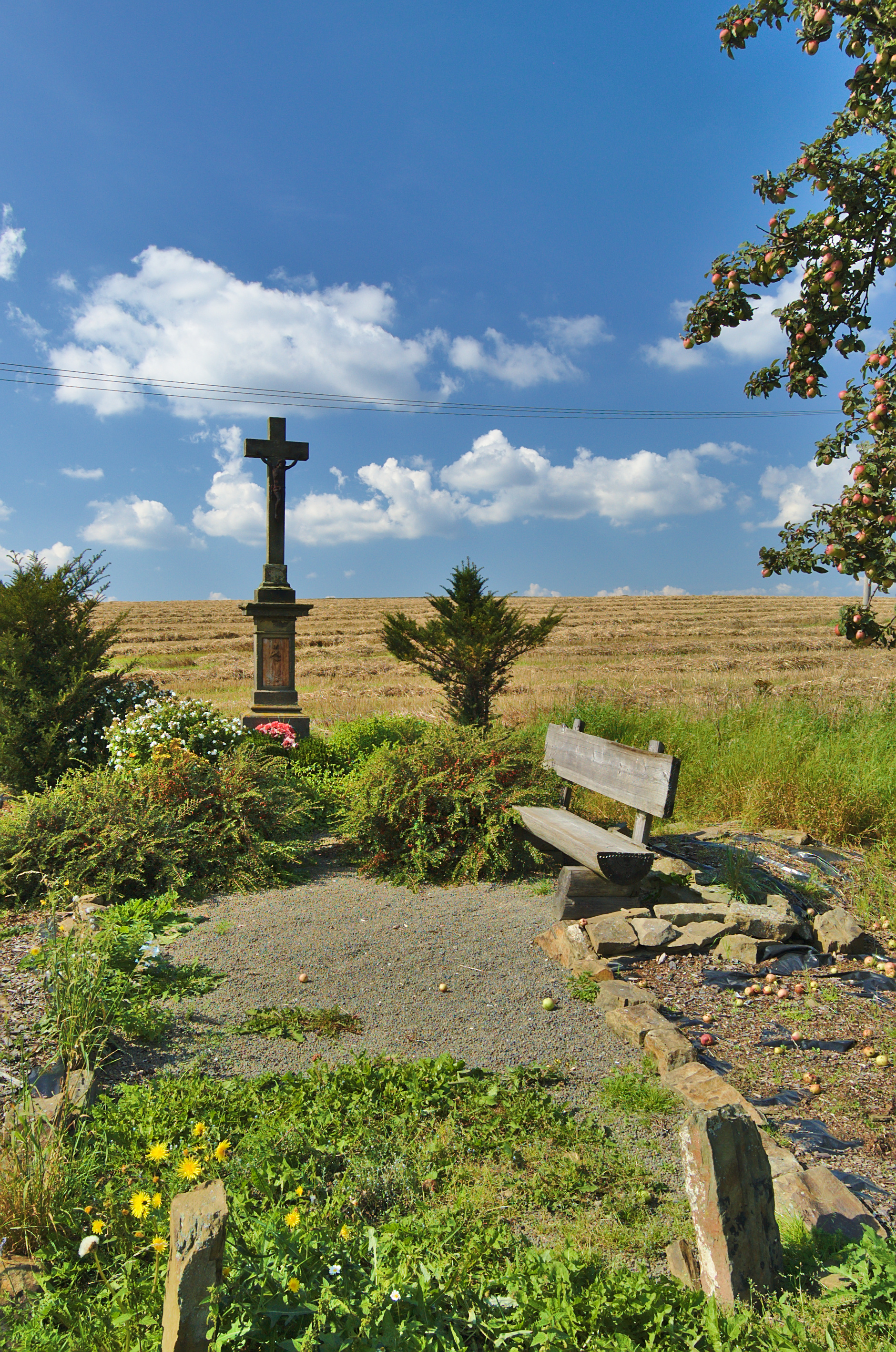
Kříž u silnice mezi obcemi Bousín a Drahany